# Vent de llibertat
Vent de llibertat (alemany: Ballon) és una pel·lícula dramàtica de thriller alemanya dirigida per Michael Herbig que es va estrenar als cinemes alemanys el 27 de setembre de 2018. La pel·lícula mostra el Republikflucht de la frontera interior alemanya per part de les famílies Strelzyk i Wetzel des de l'RDA fins a Alemanya Occidental amb un globus aerostàtic fet el 1979. Les dues famílies, inclosos quatre nens, van surar amb èxit pel cel des de Pößneck (Turíngia), fins a Naila (Baviera) aleshores situat 8 quilòmetres al sud del Teló d'acer. Van assolir una alçada de 2.500 metres. S'ha doblat i subtitulat al català central; també s'ha doblat al valencià per a À Punt.
Abans de fer la pel·lícula, Herbig va poder revisar l'arxiu de milers de pàgines de gruix sobre el vol en globus que pertanyia a l'Stasi, l'antic servei secret de la RDA. Tanmateix, la pel·lícula generalment es considera una pel·lícula d'acció i, segons alguns crítics, no té profunditat històrica. Una altra pel·lícula sobre l'èxit de la fugida va ser estrenada per Disney l'any 1982, durant la Guerra Freda, sota el títol Night Crossing.